# Hussein Dey

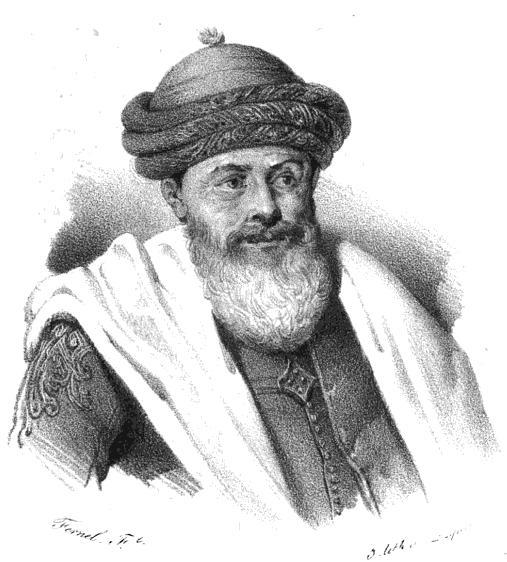
Hussein Dey (1830)

Hussein III. Dey, auch Hussein Pascha (* um 1773 in Smyrna; † 1838 in Alexandria) war der letzte Dey von Algerien.
Hussein schloss sich in Algier der dortigen Janitscharengarnison an und wurde 1818 zum Dey gewählt und vom Sultan als Beylerbeyi des Eyalet Algerien (Cezayir-i Garp) anerkannt. Verärgert über unbezahlte Schulden Frankreichs und die arrogante Haltung des französischen Konsuls Pierre Deval schlug er diesen am 29. April 1827 mit seinem Fliegenwedel. Dieser Zwischenfall wurde drei Jahre später von Frankreich als Vorwand für die Besetzung Algeriens benutzt. Hussein Dey verlor seine Herrschaft am 5. Juli 1830, als französische Truppen Algier einnahmen. Er akzeptierte das französische Angebot, ins Exil zu gehen, und beendete damit die dreihundertjährige Herrschaft des Osmanischen Reiches in Algerien.

## Sonstiges
NA Hussein Dey ist ein algerischer Fußballverein aus dem gleichnamigen Stadtteil Algiers.